# Tibetská říše
Tibetská říše (psáno tibetsky བོད་ ཆེན་ པོ, přepis bod chen po, v literatuře „Velký Tibet“, čínsky 吐蕃, Tǔbō) byla rozsáhlá středoasijská říše soustředěná v oblasti Tibetské náhorní plošiny v letech 618 až 842. Formování říše bylo završeno po předchozí imperiální expanzi dynastie Yarlung 33. králem Songstenem Gampoem v 7. století. Poté se rozšiřovala za vlády 38. krále Thisonga Decäna. Stala se mocnou a významnou natolik, že smlouva mezi ní a čínskou říší Tchang vymezovala území Tibetské říše o rozloze větší než Tibetská plošina, územně se táhla na východ do Čchang-anu, na západ až za moderní Afghánistán a na jih do dnešní Indie a k Bengálskému zálivu. K Tibetu tehdy patřila rozsáhlá území střední Asie včetně Sin-ťiangu, Kan-su či Pamiru. Ve 2. polovině 7. a po celé 8. století Tibetská říše dosáhla svého největšího územního i politického rozmachu.

## Historie

### Songcän Gampo a jeho nástupci

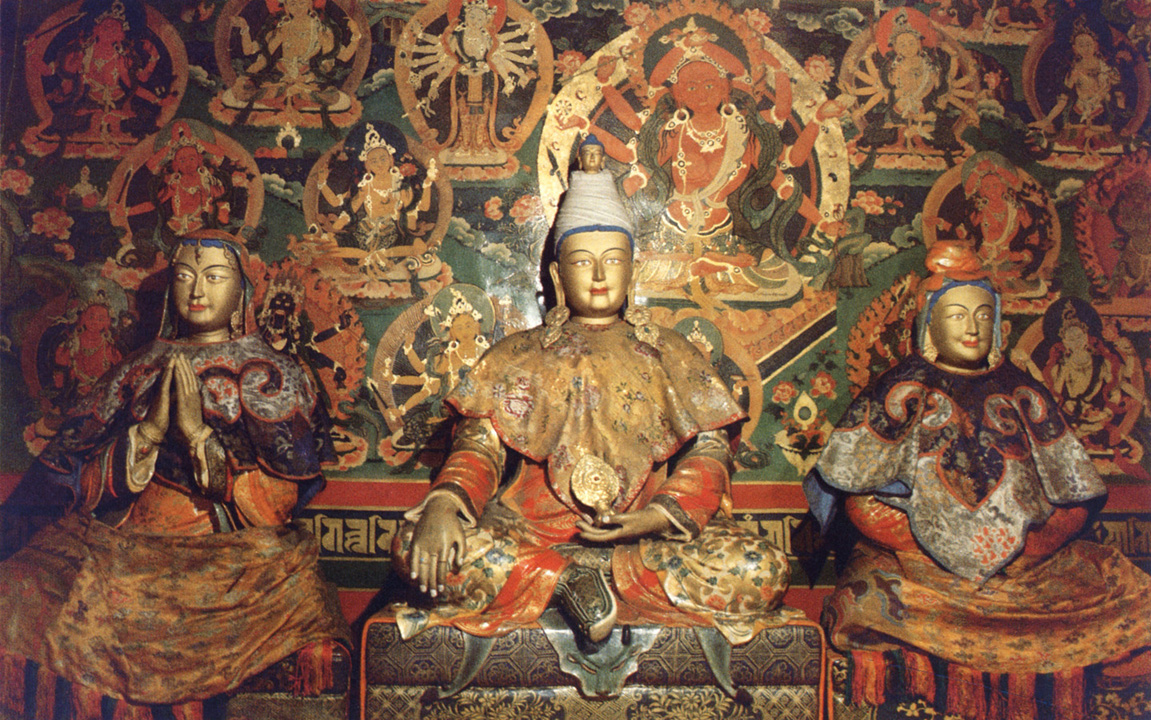
Songcän Gampo a jeho manželky Wen-čcheng a Bhrkutí

Přesná životní data Songcän Gampa nejsou známa, historici se však shodnou, že začal vládnout počátkem 7. století. Songcän Gampovi se podařilo sjednotit oblasti okolo řeky Jarlung a vytvořit tak první stabilní státní útvar na tibetském území. Byl tvůrcem mnoha reforem – obyvatelstvo rozdělil do tří stavů na vojsko, služebnictvo a rolnictvo a uskutečnil nové rozdělení půdy. Songcän Gampo se mimo jiné oženil s princeznou Wen-čcheng, neteří mocného čínského císaře Tchaj-cunga, a nepálskou princeznou Bhrkutí, dcerou krále Amšuvarmana z rodu Liččhaviů. Obě ženy byly buddhistky a dle tradičního podání si s sebou do Tibetu přinesly sochy Buddhů, pro které byly ve Lhase vystavěny chrámy Džókhang a Ramočhe. Na jejich popud přijal buddhismus i jejich manžel, který přitom zavrhl bön, do té doby nejrozšířenější tibetské „náboženství“. Songcän Gampo tak měl vyplnit proroctví svého předchůdce Thothori Ňäncäna. Buddhismus zcela zásadním způsobem ovlivnil pozdější směřování a celkový ráz tibetské kultury. Songcän Gampo ještě vyslal na studia do Indie skupinu mnichů vedených Sambhótou, který po návratu do Tibetu položil základ tibetského písma.
Dosavadním tradičním sídlem tibetských králů bylo údolí řeky Jarlung, za Songcän Gampa se však přeneslo do Lhasy. Král tam nechal vystavět tzv. Bílý palác, v jehož blízkosti byl v 17. století postaven palác nový zvaný Potála. Songcän Gampo dále vystavěl řadu buddhistických chrámů a snažil se o šíření buddhismu v Tibetu i mimo něj. Podnikal vojenské výboje nejen proti jižnímu sousedu – Indii, ale i proti Číně. V kralování a spravování rozsáhlé říše mu byl nápomocen ministr Gar Tongcän, který sám položil základ významné tibetské ministerské dynastii.

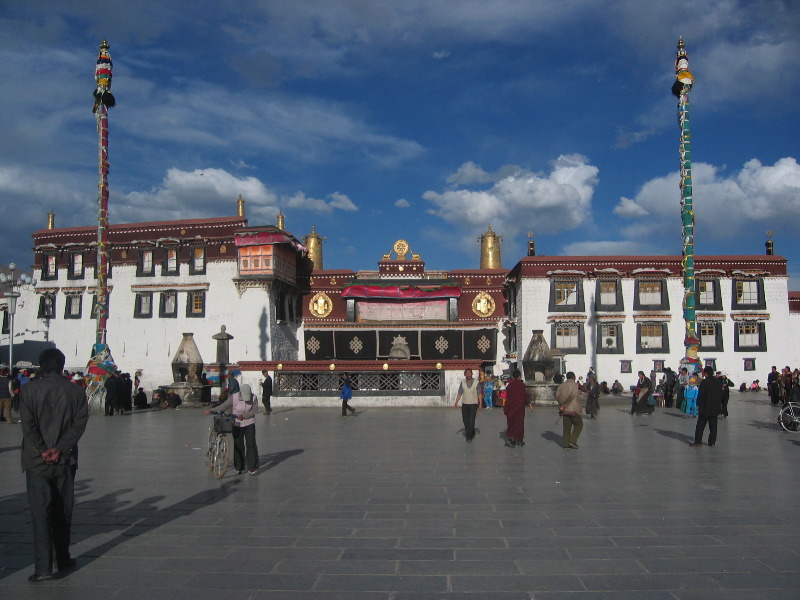
Chrám Džókhang, který byl postaven pro Buddhovu sochu princezny Wen-čcheng (foto z roku 2004)

Songcän Gampo udržoval obchodní i diplomatické styky s okolními zeměmi jako byl Kašmír, Nepál, Ladak, Serinda či Čína. Na královu žádost do Tibetu přicházeli čínští vzdělanci, kteří s sebou přinesli pokročilé znalosti zavlažování či výroby piva, z hotových výrobků s sebou přinesli např. hedvábí či inkoust. Songcän Gampo někdy v roce 641 předal trůn svému jedinému známému synu Gungsong Gungcänovi, který však brzy zemřel a jeho otec proto znovu nastoupil na trůn. Po Songcän Gampově smrti koncem 1. poloviny 7. století na určitou dobu vládl Gar Tongcän jakožto regent, než moc přebral Songcän Gampův vnuk Mangsong Mangcän.
Období vlády Mangsong Mangcäna bylo poznamenáno válečnými střety s Čínou, resp. dynastií Tchang. Tibetská vojska tehdy dobyla oblast Aža (též Tchu-jü-chun; jednalo se o oblast obývanou Tchu-jü-chuny, spojenými kmeny mongolských kočovníků) a začala podnikat vojenské výpravy na území ovládané Tchangy. V roce 670 tibetská armáda vnikla do Čínského Turkestánu (této oblasti dnes přibližně odpovídá čínská provincie Sin-ťiang) a dobytím čtyř zdejších pevností (Chotan, Kuča, Kašgar a Karašahr) Tibeťané fakticky přebrali vládu nad celou oblastí. Čína odpověděla vysláním statisícové armády proti Tibeťanům. V bitvě u Ta-fej-čchuanu však byla čínská vojska poražena a ani v dalších bitvách se velkým Tchangům nepodařilo získat Tibetem odňatá území zpět. Až v letech 692–694 se Číňanům podařilo dostat ona čtyři města opět pod svou kontrolu.
Když po smrti Mangsong Mangcäna na trůn nastoupil Düsong Mangdže, výboje proti Číně pokračovaly. Čína byla tehdy ohrožována i nájezdy Arabů, kteří se tu a tam v době válečných nájezdů proti Číně spolčovali s Tibeťany.

### Thisong Decän a jeho nástupci

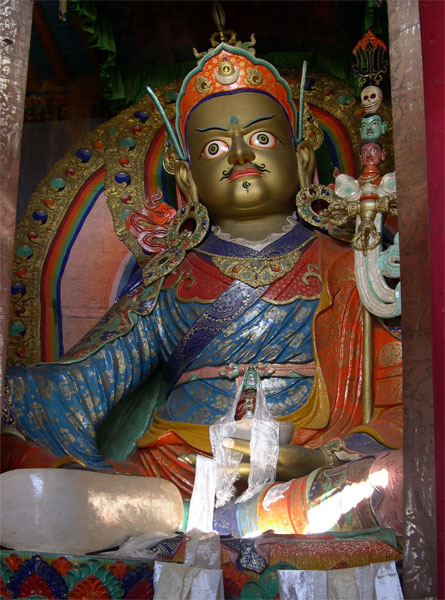
Socha Padmasambhavy v ladackém klášteře Hemis

Kolem roku 755 se na tibetský trůn dostal další významný tibetský král zvaný Thisong Decän (asi 756–797). Ten je buddhistickými texty opěvován coby výrazný zastánce a šiřitel Buddhova učení, mluví se o něm jako o „králi Nauky“ (dharmarádža) a emanaci Maňdžušrího, bódhisattvy moudrosti. Na jeho pozvání do Tibetu přicestoval indický učenec (pandita) Šántarakšita, který měl za úkol šířit v Tibetu buddhismus. Jeho přítomnosti v Tibetu však nebyli nakloněni mnozí ministři a celá řada nešťastných příhod provázející Šántarakšitův pobyt v Tibetu byla vykládána jako projev zloby tibetských (resp. bönských) božstev. Šántarakšita proto za nedlouho odešel z Tibetu s nepořízenou, před odchodem však králi doporučil, aby do Tibetu pozval velkého indické gurua a tantrického vzdělance Padmasambhavu (zvaný též Guru Rinpočhe).
Padmasambhava pocházel z legendárního údolí zvané Udjána v oblasti dnešního Pákistánu a dodnes se lze v oblastech, kde je rozšířen tibetský buddhismus, setkat s ohromným množstvím míst, která jsou místní či širší veřejností považována za nějak spjatá s Padmasambhovou. Tradice praví, že jakmile Guru Rinpočhe přicestoval do Tibetu, přemohl zlé démony (nepřející – bönská božstva) a poté až mohl začít s šířením dharmy. Jeho žákem se stal i Thisong Decän. Poté, co Padmasambhava sklidil v Tibetu úspěch, se k šíření dharmy v Tibetu připojil i Šántarakšita. Padmasambhovi je dnes připisováno rozšíření buddhismu v Tibetu, založení nejstaršího tibetského kláštera Samjä a původ svého učení od něj odvozuje linie ningma. Klášter Samjä se nachází na jih od Lhasy, severně od řeky Jarlung.
V počátcích měl buddhismus v Tibetu problémy s přijetím u místních obyvatel. Taková forma buddhismu, v jaké ji šířil Padmasambhava, však byla pro tibetský lid přijatelná. Padmasambhava byl podle tradice tantrik s pokročilými magickými schopnosti a tibetský lid zaujala tantrická praxe, který zahrnuje pestré rituály, odříkávání manter, magická zaříkávadla apod. Za Thisong Decäna došlo k snad prvnímu tibetskému „buddhistickému koncilu“, který je někdy nazýván lhaský (byť se ve Lhase nekonal) či „velká debata“. Hlavním tématem této debaty byla otázka, k jaké formě buddhismu by se měl Tibet přiklonit, totiž buď k čínské (čchanové) formě „náhlého probuzení“ či indické (mahájánové) formě postupného probuzení (čili forma bódhisattvovského ideálu). První stanovisko hájil mnich jménem Mahájána, indickou nauku hájil Šántarakšitův žák Kamalašíla. Výsledkem koncilu bylo přijetí indické formy buddhismu. Podle českého badatele Karla Wernera byl výsledek debaty značně zpolitizovaný, jelikož ústupem čínské formy buddhismu z Tibetu se na tibetském území oslabil čínský vliv a i „v budoucnu by mohla infiltrace čínskými mnichy být Tibetu nebezpečná“. V této době bylo do tibetštiny přeloženo množství buddhistických textů.
Za Thisong Decänovy vlády dosáhla Tibetská říše územního i mocenského vrcholu. Mimo území Tarimské pánve Tibeťané ovládali na západě území až k řece Oxu a sám chalífa Hárún ar-Rašíd si všiml rychle vzrůstající velikosti Tibetské říše. Ve snaze zabránit jejímu dalšímu rozmachu spojil své síly s Čínou a společnými silami zamezili Tibetu v další expanzi. Co se týče tibetsko-čínských vztahů v 8. století, celé toto období se neslo v duchu vyjednávání i vojenských výpadů. Číňané diplomatická vyjednávání záměrně zdržovali, jelikož věděli o problémech, se kterými se Tibet uvnitř potýkal, a které jej postupně oslabovaly. Jednalo se především o vzpoury Tibetem porobených národů, intriky šlechticů a boje o tibetský trůn. Roku 763 Thisong Decänovo vojsko dobylo hlavní město Čchang-an v dnešní provincii Šen-si a o dvacet let později byla mezi Tibetem a Čínou podepsána mírová smlouva, jejíž součástí bylo vymezení hranic mezi oběma zeměmi.
Po Thisong Decänovi nastoupil na tibetský trůn jeho syn Mune Cänpo. Ten se snažil o sociální reformu na základě znovurozdělení půdy, aby tak alespoň částečně snížil tehdejší propastný rozdíl mezi bohatým a chudým obyvatelstvem. To se mu však nepodařilo, a to ani když se reformu ještě dvakrát pokusil zopakovat. Po něm nastoupil na trůn jeho mladší bratr Thide Songcän, který v tibetských pramenech vystupuje pod jménem Sänaleg. Sänaleg vedl politické i válečné boje s Araby u západních hranic Tibetské říše, které vyústily ve vzájemnou dohodu. Po Sänalegovi nastoupil na trůn Ticug Decän zvaný Ralpačän (asi 814–836), který je společně se svými předchůdci Songcän Gampou a Thisong Decänem počítán mezi tzv. „dharma (dharmové) krále“, čili takové tibetské panovníky, kteří se zásadní měrou zasloužili o rozšíření dharmy v Tibetu.

### Ralpačän a Langdarma

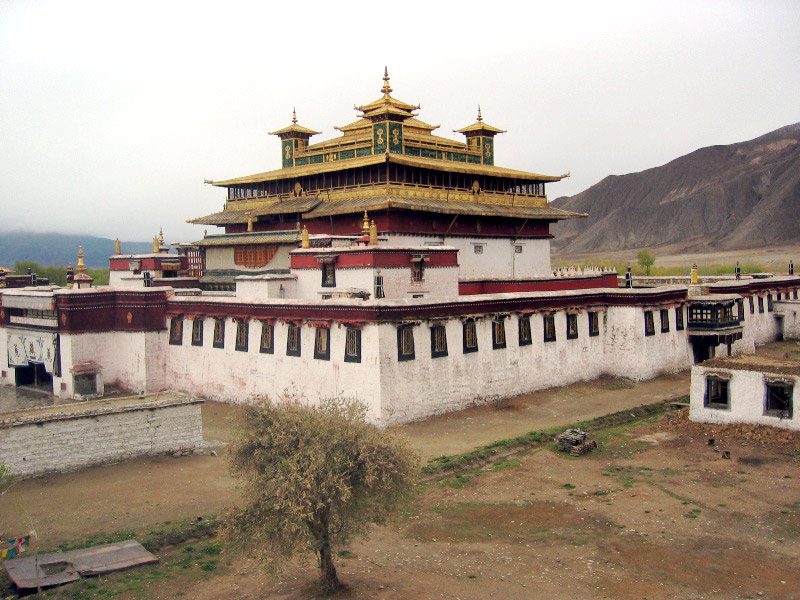
Nejstarší tibetský klášter – Samjä

Mapa Tibetu; hnědo-oranžovovou tlustou čarou jsou zvýrazněny přibližné hranice historického Tibetu

Král Ralpačän dal nedlouho po svém nástupu na tibetský trůn přivést do Tibetu indické učence jako byli Šíléndrabódhi, Dánašíla či Džinamitra, kteří měli pomáhat s překladem buddhistických textů do tibetského jazyka. Indičtí učenci ve spolupráci s předními tibetskými překladateli Kawa Palcegem a Čhödö Lu Gjalcchänem vypracovali vůbec první sanskrtsko-tibetský slovník zvaný Mahávjutpatti. Významným Ralpačänovým počinem bylo podepsání mírové dohody mezi Tibetem a Čínou (821), jejíž text byl vyryt do tří kamenných stél – jedna byla umístěna před chrám Džókhang, další se nacházely v Čchang-anu a na čínsko-tibetské hranici. Lhaská stéla se dochovala dodnes. Hlavními body této smlouvy bylo ujišťování se o vzájemném přátelství obou zemí a znovupotvrzení smlouvy o hranicích z roku 783. V této době byl Tibet zcela nezávislým a suvérénním státem.
Ralpačän byl horlivým zastáncem buddhismu. Aby podpořil stále se rozrůstající společenství tibetských mnichů (sangha), vydal příkaz, podle kterého měl materiální podporu pro mnichy v klášterech zajišťovat tibetský lid. To vyvolalo nevoli zejména u vyšší šlechty. Ta byla už tak nespokojena s předchozími pozemkovými reformami, během kterých přišla o řadu privilegií a ztrácela své dosavadní mocenské postavení. Proto se aristokraté rozhodli Ralpačänově vůli vzepřít. V následné vzpouře šlechtici krále zavraždili a na trůn dosadili Langdarmu (zvaný též jen „Darma“, vládl 838–843). Jeho vláda se nesla ve znamení potírání buddhismu a sociálních změn. Nechal zavřít veškeré buddhistické kláštery a mnichům dal na výběr buďto svatbu (a tím porušení celibátu) nebo vstup do armády (a tím prakticky porušení principu ahimsá). Politicko-náboženská změna, se kterou vyrukoval Langdarma, otřásla celým Tibetem. Znovu vypluly na povrch klanové spory a zvýšila se hospodářská rivalita. Král byl zavražděn v roce 842 buddhistickým mnichem. Langdarmovi se podařilo buddhismus úplně vymýtit z centrálního Tibetu, v ostatních koutech země však zůstal zachován.

### Rozpad říše a osud rozdrobeného Tibetu

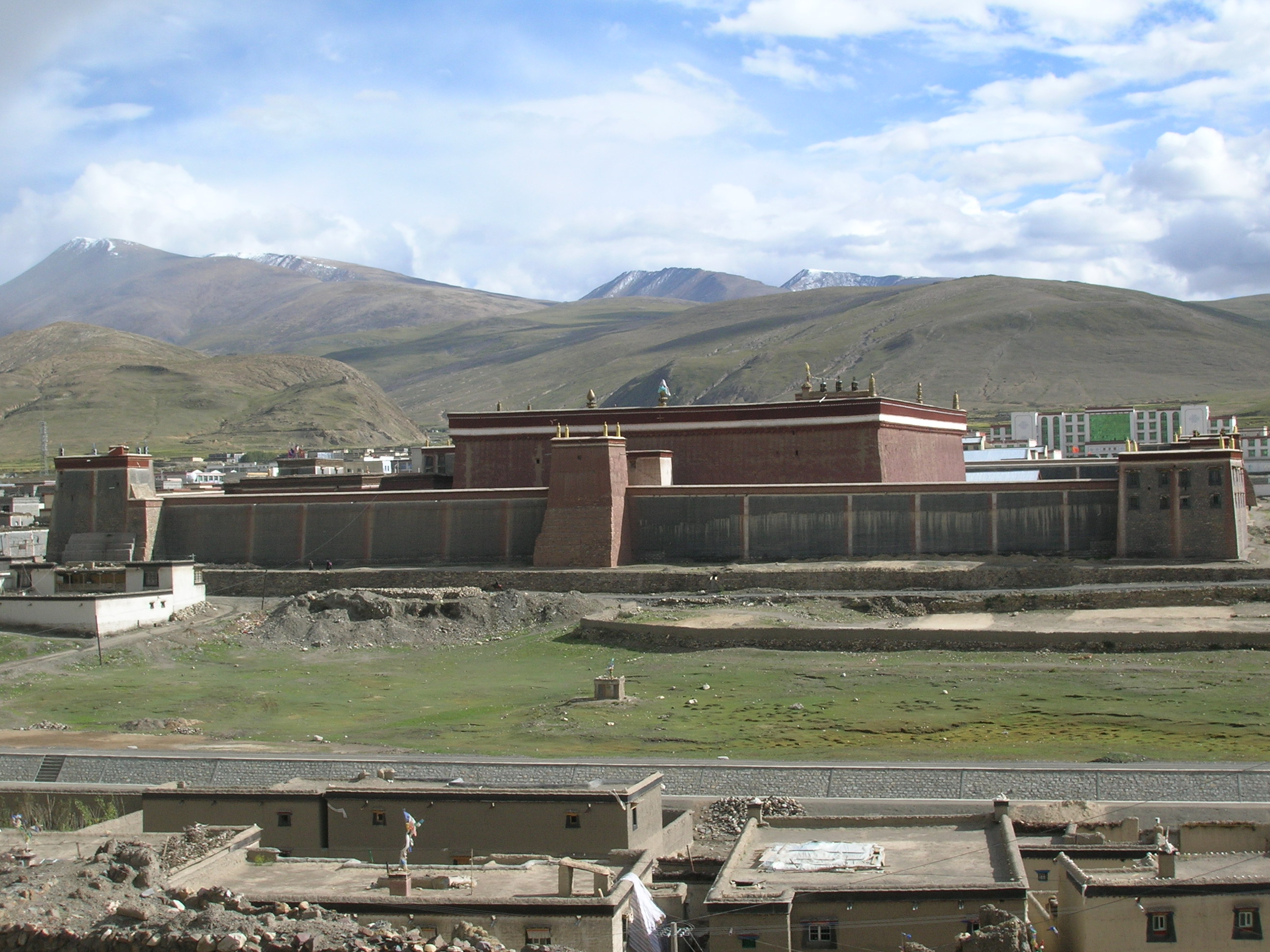
Klášter Sakja

Se smrtí krále Langdarmy (počátky rozpadu říše předeslala už vzpoura proti Ralpačänovi) nastal celkový úpadek Tibetské říše. Hlavním spojujícím prvkem rozsáhlé říše byla totiž osoba krále a se zavražděním Langdarmy se královská dynastie rozštěpila hned na několik větví. Po Langdarmovi na lhasský trůn nastoupil jeho syn Ösunga, avšak v oblasti Jarlungu se vlády chopil Jumtän. Po Ösungově smrti se navíc lhaská větev rozštěpila na další dvě, když se v otázce nástupnictví nedohodli jeho dva synové Taši Cegpal a Kjide Ňimagön. Decentralizace ústřední tibetské moci znamenala výrazné oslabení říše a postupnou ztrátu jejích území. Ztráta centrální vlády trvala až do poloviny 13. století.
Počátkem 13. století se začala vzmáhat Mongolská říše. Tibeťané se vyhnuli přímému vojenskému střetu s Čingischánem tím, že se zavázali odvádět Mongolské říši pravidelný tribut. Po Čingischánově smrti přestali Tibeťané předepsaný tribut do Mongolsko posílat, na což Mongolové zareagovali vpádem do Tibetu pod vedením prince Godana. Přestože se Tibet v tomto období z područí Mongolů nevymanil, významně se zasloužil o rozvoj a rozšíření buddhismu i mezi Mongoly.